# Paraperipatus stresemanni
Paraperipatus stresemanni är en klomaskart som beskrevs av Eugène Louis Bouvier 1914. Paraperipatus stresemanni ingår i släktet Paraperipatus och familjen Peripatopsidae. Inga underarter finns listade i Catalogue of Life.